# ویومنیل
ویومنیل (به فرانسوی: Vioménil) یک کمون در فرانسه است که در ناحیه لورن واقع شده‌است.

## خصوصیات
ویومنیل ۲۳٫۵۹ کیلومترمربع مساحت و ۱۵۴ نفر جمعیت دارد.